# Otto Piene
Otto Piene (ur. 18 kwietnia 1928 w Bad Laasphe, zm. 17 lipca 2014 w Berlinie) – niemiecki artysta, twórca sztuki kinetycznej. 
Otto Piene urodził się w Bad Laasphe, a dzieciństwo spędził w Lübbecke. Powołany do Hitlerjugend, w latach 1943-1945 był obserwatorem w służbach przeciwlotniczych. Spędził dwa lata w brytyjskim obozie dla internowanych, tam podjął pierwsze próby malarskie. Po wojnie studiował na Akademii Sztuk Pięknych w Monachium oraz w Kunstakademie w Düsseldorfie. Ukończył również studia filozoficzne na Uniwersytecie Kolońskim.   
W 1957 roku założył, wraz z Heinzem Mackiem (również studiującym na Kunstakademie w Düsseldorfie), grupę artystyczną ZERO, która funkcjonowała do 1966 roku. Grupa nie opublikowała manifestu, ani nie spisała oficjalnej filozofii. Nazwa grupy miała nawiązywać do zera jako ostatniej liczby podczas odliczania przed startem rakiety.
W latach 60. XX wieku pracował na University of Pennsylvania, a w 1968 roku György Kepes zaprosił go do utworzonego przez siebie Center for Advanced Visual Studies na Massachusetts Institute of Technology. W 1974 roku Otto Piene został dyrektorem CAVS, pełnił tę funkcję do przejścia na emeryturę w roku 1993 (jego następcą na stanowisku dyrektora był Krzysztof Wodiczko).   
W początkowym okresie pracy Piene tworzył tzw. Grid Pictures - obrazy powstające poprzez rzucania światła na perforowane ekrany. Kolejną serią prac były Lichtballette, w których źródło światła, padającego na siatkę, poruszało się, zmieniając postrzeganie przestrzeni przez widza.   
W latach 60. tworzył prace typu Sky Art, jedną z nich była Olympic Rainbow - 600-metrowa tęcza utworzona z pięciu polietylenowych rur wypełnionych helem, zaprezentowana podczas ceremonii zamknięcia Igrzysk Olimpijskich w Monachium w 1972 roku.  

## Galeria

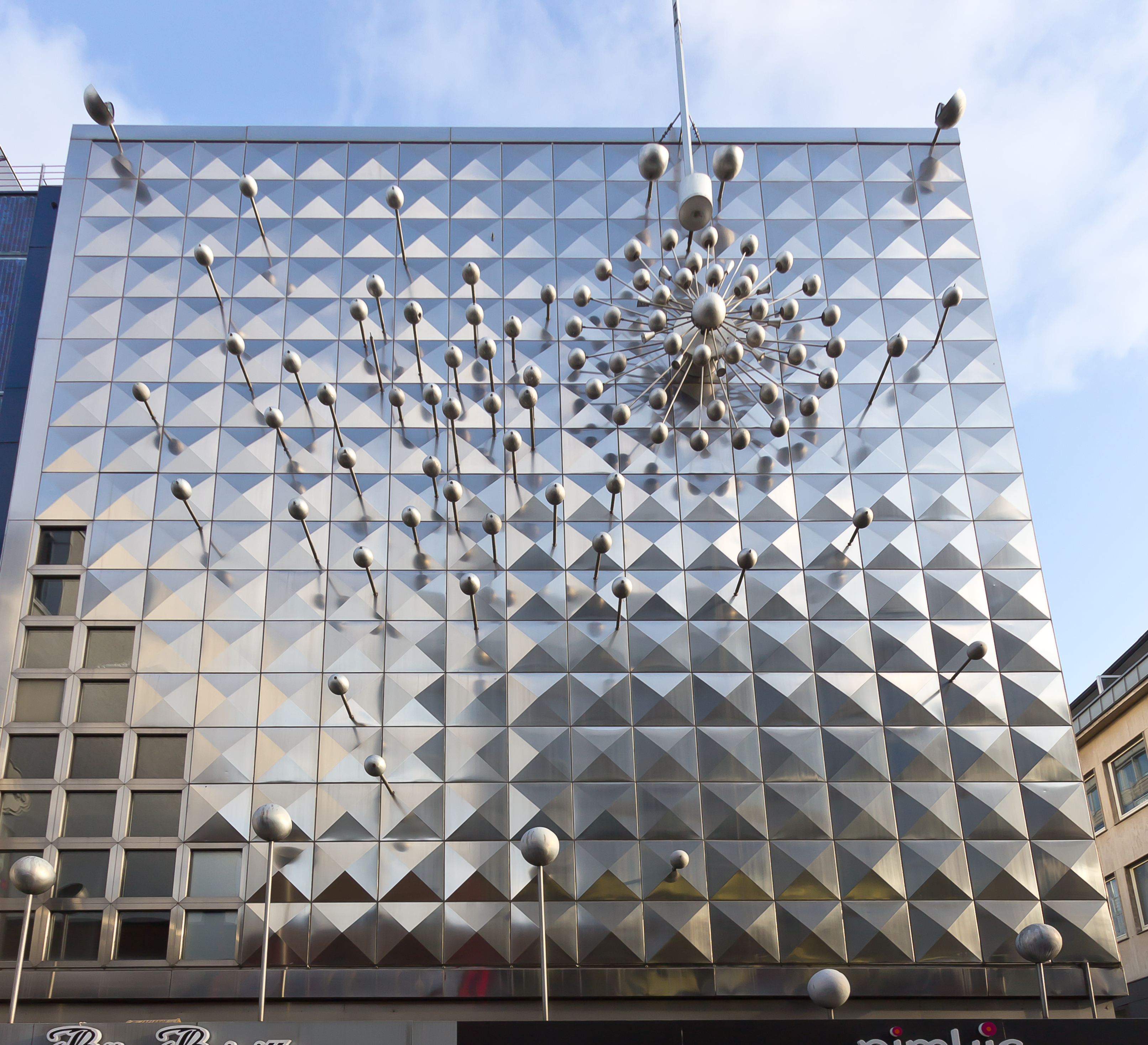
Licht und Bewegung (Swiatło i Ruch) - instalacja na budynku w Kolonii
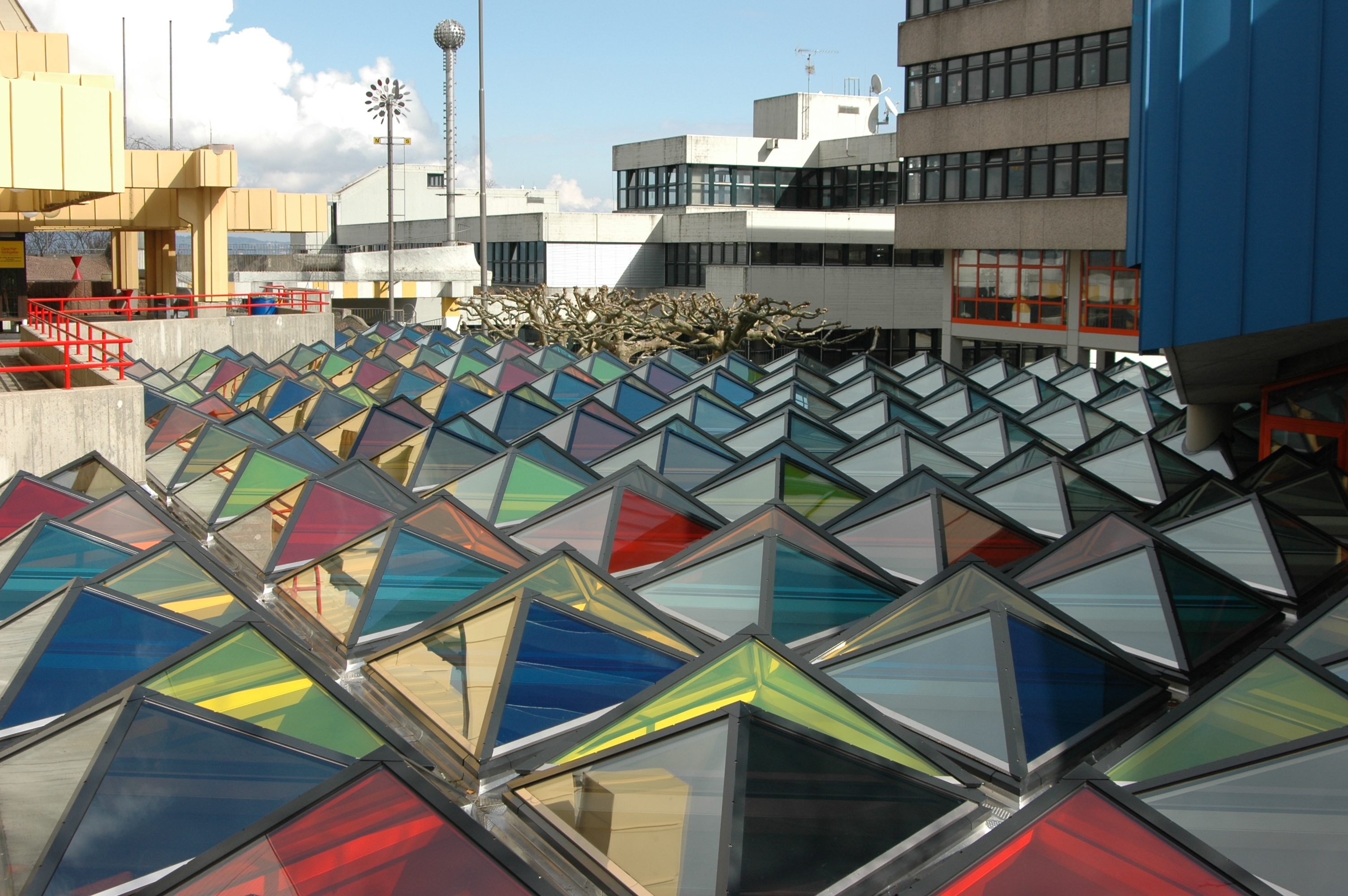
Szklany sufit nad foyer Uniwersytetu w Konstancji
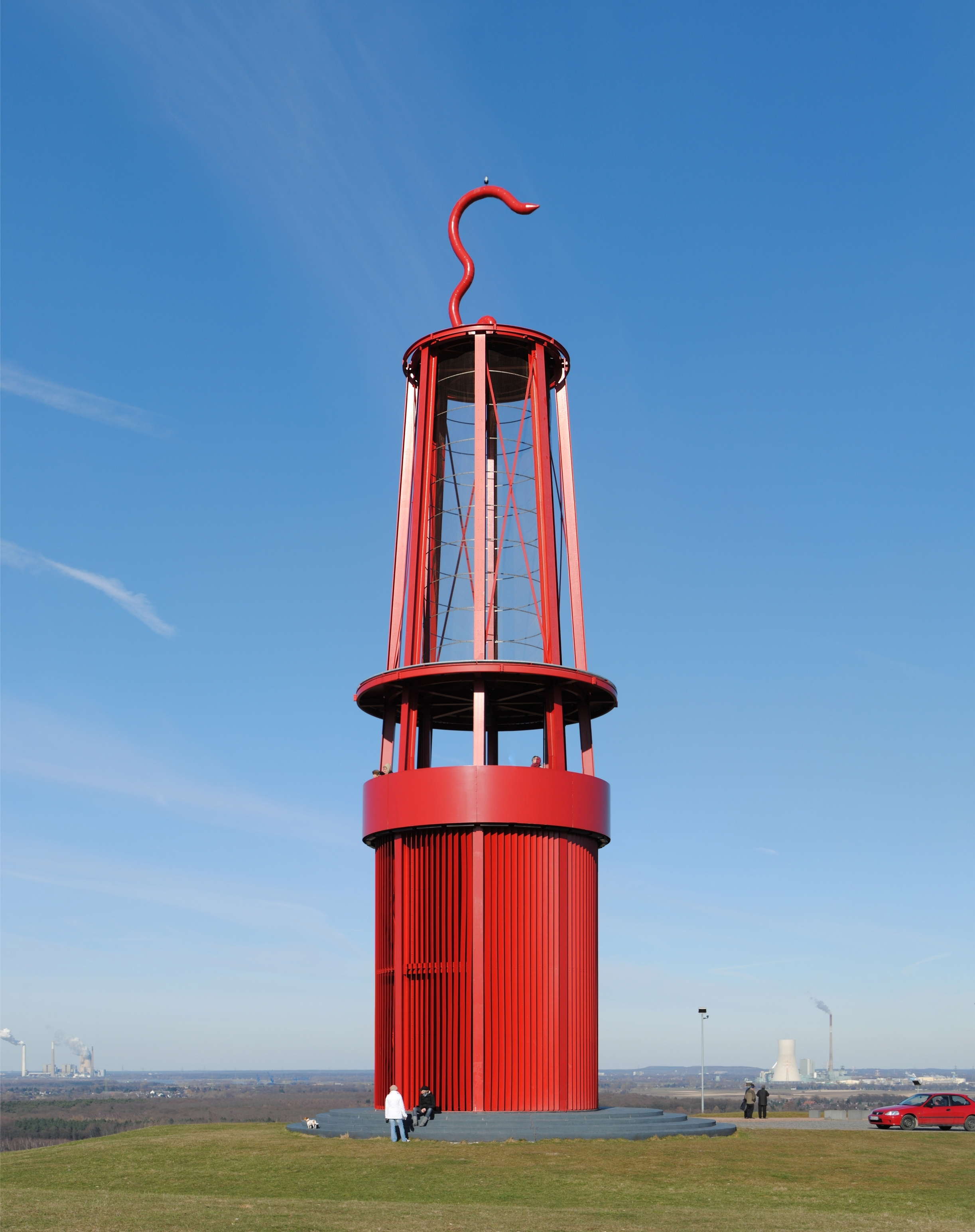
Instalacja Grubenlampe (Lampa Górnicza) na hałdzie Halde Rheinpreußen w Moers
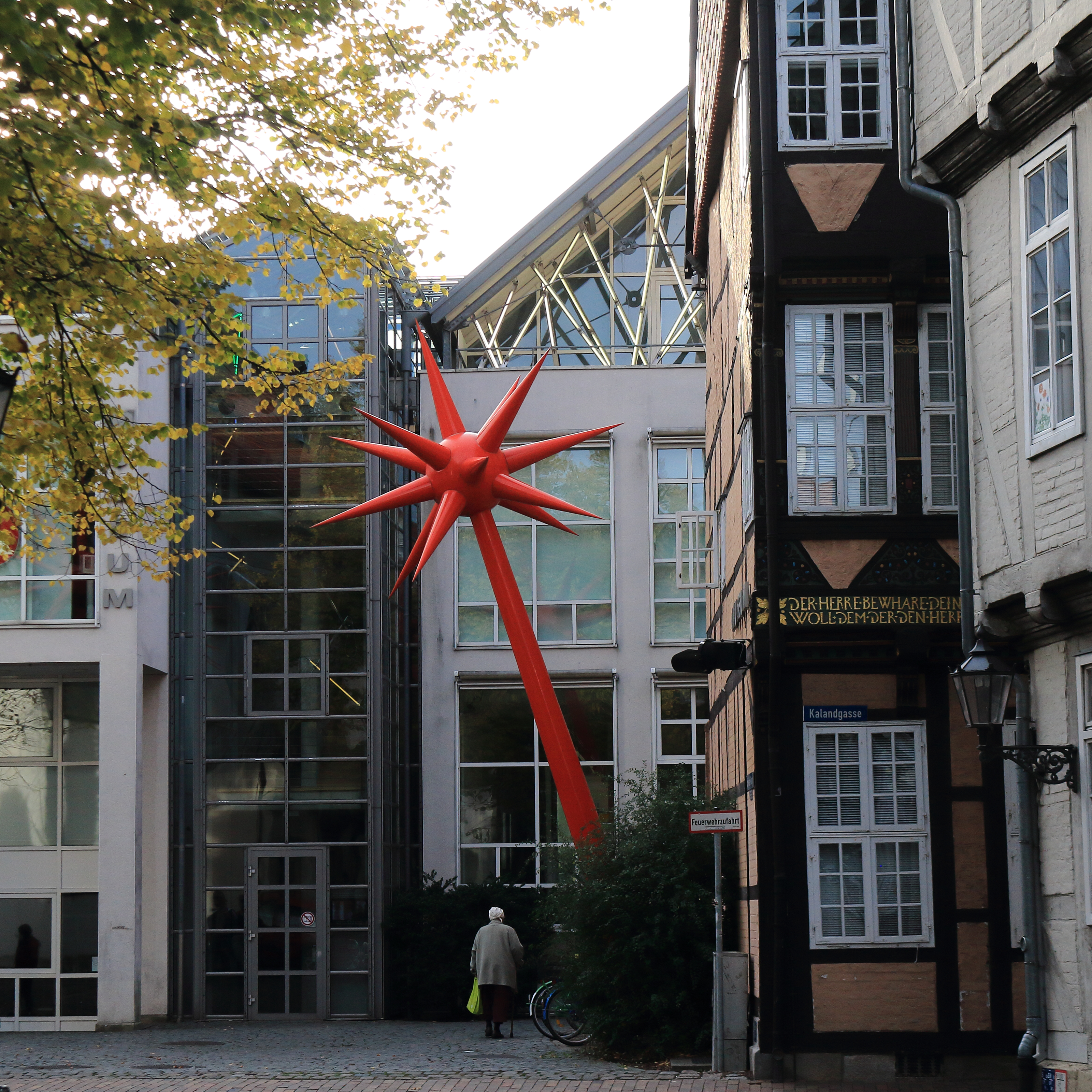
Instalacja Feuerwerk w Celle